# فيل تشيسنال
جون فيليب «فيل» تشيسنال (بالإنجليزية: John Philip "Phil" Chisnall)‏ (ولد 27 أكتوبر 1942 في مانشستر)، لاعب كرة قدم إنجليزي لعب كمهاجم في الستينات والثمانينات.
بدأ مسيرته الاحترافية مع مانشستر يونايتد في 1961، ولعب معهم 47 مباراة وسجل 10 أهداف. انتقل إلى نادي ليفربول في 1964 في صفقة بلغت قيمتها £25,000، للآن يعتبر آخر لاعب انتقل بين الغريمين.
في ليفربول سجل فقط هدفين في ثمان مباريات قبل أن ينتقل إلى نادي ساوثيند يونايتد في 1967. أنهى مسيرته الكروية مع نادي ستوكبورت كونتي موسم 1971–72 الذي لعب له في 30 مباراة.

## وصلات خارجية
- صفحة اللاعب على LFCHistory.net